# Plichta
Plichta – wieś w Polsce położona w województwie warmińsko-mazurskim, w powiecie ostródzkim, w gminie Łukta. W latach 1975–1998 miejscowość administracyjnie należała do województwa olsztyńskiego.
Na terenie wsi znajduje się grodzisko, wpisane do rejestru zabytków.

## Historia
Początkowo jako Dąg Smolarnia była części wsi Dąg, dopiero w wieku XVIII stała się samodzielna jednostka osadnicza. W 1729 r. istniała smolarnia, w której majstrem był Greger Plicht a pomocnikiem Michel Plicht (w latach 1722-1730) oraz Mertin Szarayna (odnotowany w 1725 r.). Według spisu z 1735 r. w Dągu Smolarni mieszkało 15 osób. 30 maja 1769 r. na mocy decyzji domeny ostródzkiej (zatwierdzone 28 czerwca 1769 r. przez kamerę z Królewca), Dąg podzielono na dwie wsie. W Dągu pozostało 17 włók i 13 morgów ziemi a resztę ziemi przyznano mieszkańcom nowej wsi Plichta. Grunty należące do Plichty otrzymali (każdy po 2 włóki, 6 morgów): Jochann Plichta, Johann Scharaina, podleśniczy Adam Boehm, Adam Salewski, Johann Retkowitz i nowy mieszkaniec Adam Komossa. Czynsz wynosił w tym czasie 6 talarów, 1 grosz i 9 fenigów. Według raportu starostwa ostródzkiego z 1795 r. wieś książęca Plichta należała do bogatszych, dzięki hodowli bydła i uprawianym sadom wiśniowym i jabłoniowym. W sprawozdaniu wspomniano, ze niektórzy mieszkańcy utrzymywali się kłusowniczego rybołówstwa oraz dzierżawili karczowiska. Zabezpieczenie przeciwpożarowe było dobre, publiczny piec piekarski znajdował się poza wsią a drogi były w dobrym stanie. W 1794 r. w Plichcie mieszkało 7. gospodarzy i miało wyznaczony czynsz w wysokości 50 talarów, 54 grosze i 12 fenigów.
Przy drodze z Plichty do Taborza mieszkańcy postawili pomnik, upamiętniający poległych  w czasie wojny w latach 1914-1918 (obecnie pomnik nie istnieje). Na początku XX w. we wsi była gospoda (prowadzona przez Matzmora). W czasie II wojny światowej stacjonował w niej oddział żandarmerii z Tylży, ścigający w pobliskich lasach radzieckich komandosów zrzucanych w 1944 r. w celu rozpoznania obiektów wojskowych. Gdy front zbliżył się do wsi, żandarmi spalili gospoda chcąc zatrzec ślady swojej działalności. 
W 1945 r. we wsi było 40 domów, zamieszkałych przez następujące rodziny: Wittek, Salewski, Rudolf Matzmor, Schareina, Waszinski, Janowski, Panke, Paszkowski, Grube, Stahl, Engling, Mertineit, Wiechert, Salewski, Braun, Fritz Tiburski, Tiburski, Graeber, Nikodemus, Jacob Schultz, Rilke, Hans Ratzmor, Matthiak, Philipp, Meta Matzmor, Riemke, Otto Grosskreuz, Paul Matthes, Fritz Winkowski, Herbert Schareina, Fritz i Ida Schareina, Loebert, Gustav Kraise, Rudolf Wittek, Buchholtz, Otto Loebert, Engling, Faust, Schultz, Bohnke, kolejny Tiburski, Frauchen, Paul Wittek, Szugs, Herbert Winkowski, Rodowski, Heina, Nowodworski, Sprongstein, Emil Engling, Kaminski, Paul Oroshin, Noval, Karl Schultz, Fritz Karkut, Fritz Philip.
W 1974 r. do sołectwo Plichta (gmina Łukta) należały miejscowości: osada Orlik i wieś Plichta.